# 정류장
정거장(停車場), 정류장(停留場)은 버스나 열차가 일정하게 머무르도록 정하여진 장소이다. 타는 곳이라고도 한다.

## 같이 보기
- 승강장
- 버스 정류장